# Chilocarpus vernicosus
Chilocarpus vernicosus är en oleanderväxtart som beskrevs av Carl Ludwig von Blume. Chilocarpus vernicosus ingår i släktet Chilocarpus och familjen oleanderväxter. Inga underarter finns listade i Catalogue of Life.